# Frieda Rüdin-Meili
Frieda Rüdin-Meili (* 15. April 1901 in Pfyn; † 6. Dezember 1987; heimatberechtigt in Dinhard und ab 1908 in Pfyn), war eine Bäuerin und Weiterbildnerin aus dem Thurgau (Schweiz). Sie präsidierte die Frauenkommission des Thurgauischen Landwirtschaftlichen Kantonalverbandes von seiner Gründung im Jahr 1934 bis 1964.

## Leben und Wirken
Frieda Rüdin-Meili wurde 1901 als Tochter von Elsa Nüesch und Jakob Meili (1872–1960), Bauernsekretär und Nationalrat, geboren. Nach Abschluss der Schuljahre besuchte sie einen Haushaltskurs und ein Jahr lang die damalige Bauernheimatschule und arbeitete für ein Jahr bei der Bauernheimatschule auf dem Möschberg.  Auf dem Bauernsekretariat des Vaters, wo sie mitarbeitete, erhielt Frieda einen Einblick in die schwierige soziale Situation vieler Bauernfamilien während der 1920er Jahre. Aufgrund dieser Erfahrungen entschloss sie sich für eine Ausbildung in Sozialarbeit an der Sozialen Frauenschule in Zürich. In dieser Zeit entstanden an verschiedenen Orten bereits kantonale Bäuerinnenverbände. Frieda befasste sich ebenfalls mit der Gründung eines solchen Verbandes. Sie gab den Anstoss zum ersten Bäuerinnentag im Thurgau, der 1929 in der reformierten Kirche in Weinfelden stattfand. 1934 wurde die Frauenkommission des Thurgauischen Landwirtschaftlichen Kantonalverbandes gegründet, deren Präsidentin Frieda Rüdin-Meili ab Gründung bis 1964 blieb. Die Gründung dieser Frauenkommission war auch eine Antwort auf die grosse Not der Bauernfamilien in der Zeit nach dem Ersten Weltkrieg. Aufgabe dieser Fachkommission war, die Hilfe zur Selbsthilfe, die Verbesserung der Selbstversorgung, die Förderung der Weiterbildung, die Kulturpflege und die Ausbildung der Bauerntöchter.
Die Erfahrungen im Zweiten Weltkrieg, die Bauernhöfe als Bäuerin alleine zu bewirtschaften, da die Männer im Aktivdienst eingezogen waren, veranlassten sie, auch in den Dörfern bäuerliche Frauenkommissionen ins Leben zu rufen. Zu den Errungenschaften der Kommissionen zählten unter anderem die Einführung des bäuerlichen Haushaltslehrjahres und die Berufsprüfungen für Bäuerinnen. Frieda war auch Initiantin von Ferienwochen für Bauerntöchter und Hausangestellte sowie für die erholsamen Entlastungsurlaube, die den Bäuerinnen zugutekamen. Sie war auch national in Bauernorganisationen tätig. Dabei setzte sie sich für eine gute Ausbildung der Bauerntöchter, aber auch für den Ausbau der Frauenrechte ein. Sie unterstützte 1959 die Forderung nach dem Frauenstimmrecht. In der Schweiz war das der erste Urnengang zu diesem Thema. Die Vorlage wurde abgelehnt, im Kanton Thurgau mit über 80 Prozent der Stimmen.
Der Thurgauer Landfrauenverband ist heute eine Sektion des Schweizerischen Bäuerinnen- und Landfrauenverbandes.

## Privatleben
1935 heiratete sie den Landwirt Martin Rüdin (1899–1982), Landwirt, mit dem sie 3 Kinder hatte.